# Школьный округ Айленд-Триз против Пико
Школьный округ Айленд-Триз против Пико — решение Верховного суда США, принятое с перевесом в один голос и постановившее, что Первая поправка к Конституции США ограничивает возможности школьных советов изымать из школьных библиотек уже имеющиеся в них книги. Среди книг, изъятых в данном деле, были «Бойня номер пять, или Крестовый поход детей» и «Голая обезьяна».

## Внешние ссылки
- Решение на justia.com (англ.)